# كينتو تسوروماكي
كينتو تسوروماكي (باليابانية: 弦巻 健人) (29 يونيو 1987 في نييغاتا في اليابان – )؛ هو لاعب كرة قدم ياباني سابق كان يلعب كلاعب وسط.

## وصلات خارجية
- كينتو تسوروماكي على موقع رابطة كرة القدم اليابانية للمحترفين (اليابانية)
- كينتو تسوروماكي على موقع قاعدة بيانات كرة القدم.إي يو (الإنجليزية)
- كينتو تسوروماكي على موقع Soccerway.com (الإنجليزية)
- كينتو تسوروماكي على موقع عالم كرة القدم.نت (الإنجليزية)